# Hjalmar Forssner
John Hjalmar Forssner, född 3 oktober 1873 i Stockholm, död 26 juli 1930, var en svensk läkare och professor i obstetrik och gynekologi. Han var bror till Tom och Gunnar Forssner.

## Biografi
Forssner blev medicine kandidat 1898 och medicine doktor 1906 vid Karolinska institutet, och blev där 1907 docent och 1917 professor i obstetrik och gynekologi och samtidigt överläkare vid Serafimerlasarettets gynekologiska avdelning och direktör för Allmänna barnbördshuset. År 1918 blev han ledamot av Medicinalstyrelsens vetenskapliga råd samt överläkare i Pensionsstyrelsen och var 1922-27 rektor vid Karolinska institutet.
Han utsågs 1905 till ledamot av "Allmänna svenska läkartidningens" (sedan 1920 "Svenska läkartidningens") redaktion samt var från 1919 ordförande i Sveriges läkarförbund. 
År 1915 valdes han till ledamot av Stockholms stads hälsovårdsnämnd och senare även till dess vice ordförande. År 1923 valdes han in i stadsfullmäktige.
Forssner var en framstående praktiker inom sitt fack samt offentliggjorde ett flertal vetenskapliga arbeten. Han var 1925-30 huvudredaktör för tidskriften Acta obstetricia et gynecologica Scandinavica. I läkarkårens sociala verksamhet deltog han ivrigt och åtnjöt bland sina kollegor stort förtroende på grund av praktisk duglighet och varmt intresse för deras gemensamma angelägenheter.